# دژان هلدینگ
دژان هلدینگ (انگلیسی: Daejan Holdings) شرکت املاک بریتانیایی است، که در سال ۱۹۳۵ تأسیس شد.